# Cochlichnus

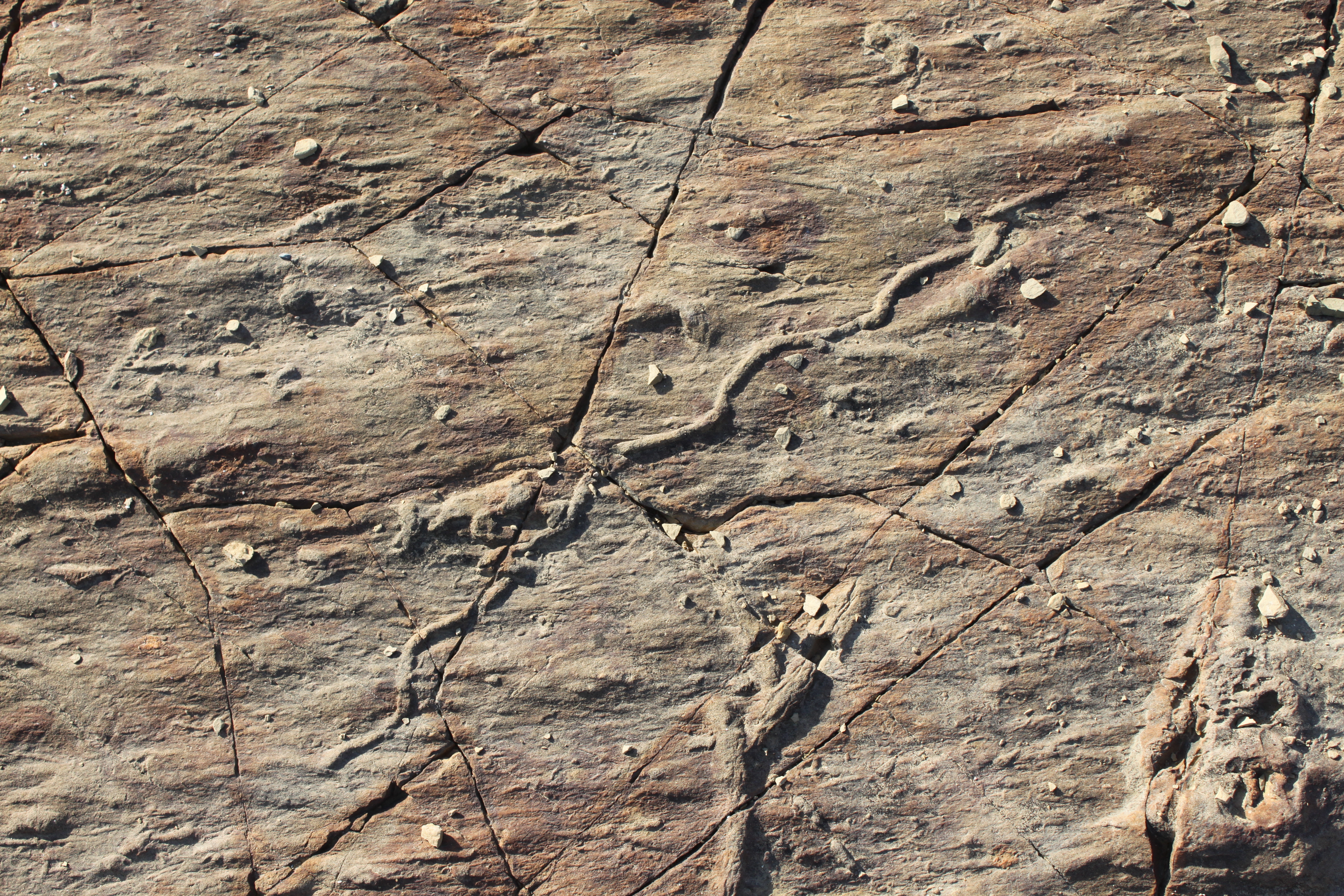
Cochlichnus en arenisca de los flyschs de la punta de San García. Complejos del Campo de Gibraltar, Unidad de Algeciras (Oligoceno-Mioceno).

Cochlichnus Hitchcock, 1858 es un paragénero de icnofósiles de facies marina profunda a marina superficial y lacustre presente en rocas sedimentarias del periodo Ediacárico a la actualidad. Toma su nombre del griego κόχλος, hélice e ιχνος, rastro.
Este rastro fósil se presenta como epi o hiporelieves hemicilíndricos y horizontales al estrato de 1 milímetro de grosor como media y pocos centímetros de longitud. La traza posee paredes lisas o con estriación anular según la especie y nunca presenta ramificaciones ni meniscado interno. La principal característica de Cochlichnus es su morfología regularmente sinuosa o meandriforme describiendo amplias curvas que lo asemejan a una curva sinuoidal.
El icnofósil es interpretado como un rastro de alimentación (pascichnia), pastoreo (agrichnia) o locomoción (repichnia) de un anélido o una larva de insecto. De hecho en la actualidad se conocen varios organismos pertenecientes a estos grupos que realizan trazas similares en aguas superficiales. La corta longitud de la traza y su disposición ampliamente meandriforme induce a pensar que el organismo que los realizó no se encontraba en continuo contacto con el sustrato sino que se desplazaba por el agua tocando brevemente el fondo.